# Howard Menger
Howard Menger (17 februari 1922 - 25 februari 2009) was een Amerikaan die claimde contact te hebben gehad met buitenaardse wezens. Menger beschreef deze ervaringen in zijn boeken From Outer Space To You en The High Bridge Incident. Hij beschrijft in deze boeken in detail zijn gesprekken met de Adamski-achtige Venusiaanse ruimte-broeders waarmee hij in de late jaren 50 in contact was gekomen. Menger werd door een aantal UFO-gelovers geloofd. 
In zijn jonge jaren verhuisde Menger samen met zijn ouders naar Hunterdon County in New Jersey, een staat in de Verenigde Staten. De door Menger geclaimde eerste ontmoeting met buitenaards leven had hij op tienjarige leeftijd in de bossen dicht bij zijn woonplaats High Bridge. Kort na zijn middelbareschooltijd ging Menger voor het leger werken en hij werd in het 17e Tankbataljon geplaatst. In zijn latere leven was Howard Menger werkzaam als reclametekenaar.
Hij stierf op 25 februari 2009 op 87-jarige leeftijd.

## Publicaties

### Vliegende schotels
- The High Bridge Incident: The story behind the story  (1991), Howard Menger Studio
- From Outer Space - Secret of the Flying Saucers (1967), Pyramid Books
- From Outer Space: Original Title, From Outer Space to You (1967), Pyramid Books
- From Outer Space to You (1959), Clarksburg (herdrukt in 1967, Pyramid Books)
- From Outer space to you (1959), Saucerian Books: First Edition, editie
- From Outer Space to You - An Account of Visitors From Space (1959), Saucerian Books